# ガリレオ・フェラリス
ガリレオ・フェラリス（Galileo Ferraris、1847年10月31日 - 1897年2月7日）はイタリアの物理学者、電気工学者。交流電力システムの先駆者の1人であり、三相誘導電動機の発明者。フェラリスの誘導電動機と電力伝送システムに関する研究は全時代で最も優れた発明の一部であると多くの新聞で述べられている。電力工学者ルシアン・ゴーラールとJohn Dixon Gibbsにより設計されたタイプの開回路変圧器により得られた実験結果に関する広範で完全なモノグラフを発表している。

## 経歴
リヴォルノ・フェッラーリス（サルデーニャ王国）生まれ。工学の修士号を取得し、Regal Italian Industrial Museumの近くで技術物理学の助手となった。1885年に独立に回転磁場を研究した。異なるタイプの非同期電気モーターで実験を行った。これらの研究は結果としてオルタネーターの開発につながった。オルタネーターは機械的な（回転する）電力を（交流としての）電力に変換するように逆方向に動作する交流モーターと考えることができる。
1888年3月11日、トリノの王立科学アカデミーに論文で研究を発表した（この2ヵ月後にニコラ・テスラは1887年10月2日に出願したアメリカ合衆国特許第 381,968号を取得している Serial Number 252,132)。これらのオルタネーターは一定の位相が互いにずれた交流システムを作り出すことにより動作し、この動作をするために回転磁場に依存していた。結果として得られた多相電源はすぐに広く受け入れられるようになった。多相オルタネーターの発明は電力変圧器と同様に電化の歴史において重要なものである。これらの発明によりかなりの距離にわたり電力をワイヤによって経済的に伝送することが可能になった。多相電力により遠隔地における水力発電（大規模ダムの水力発電所による）が可能になり、それにより落下する水の力学的エネルギーを電気に変換することが可能になり、これを機械的作業を行う必要がある場所で電動機に供給することができる。この多能性により世界中の大陸で電力伝送ネットワークグリッドの成長が起こった。
1889年、電気工学の学校であるItalian Industrial Institution（イタリアではこの種の最初の学校、後にポリテクニコ・ディ・トリノへ編入）で働いた。1896年、イタリア電気技術協会に加入し初代協会長になった。
フェラリスは研究興味を電気に限定していなかった。屈折計器の基本的性質も研究し、理論の基本表現とその応用を行った。この研究には中心のない系に対する幾何光学の詳細な記述も含まれている。それ以前の望遠鏡系の取り扱いに見られたように応用をあまり強調せずより広い普遍性を提供した。
この2番目に主としていた分野において、得られた結果を光学機器に適用した。機器の倍率、視野、明るさは非常に細かく扱われていた。円錐開口角度、レンズの1番目の視中心の先端、視野内の物体の部分により形成される基礎を作った人により定義される視野は同じ明るさを持つであろう。目は扱われなかった。

## 記念碑
トリノはフェラリスが科学にもたらした貢献をたたえた。総会でトリノ王立産業博物館へ彼の科学的および産業的業績を記念した永久モニュメントを加えることが提案された。さらに通りにフェラリスの名前がつけられた。

## 出版物・発表物
- Sulle differenze di fase delle correnti e sulla dissipazione di energia nei trasformatori, by Prof. Galileo Ferraris (Turin, 1887).
- Le proprietà cardinali degli strumenti ottici. Roma: Loescher. (1877)[8]
- Wissenschaftliche Grundlagen der Elektrotechnik. Leipzig: Teubner. (1901), by G. Ferraris, trans. from the original Italian into German by Leo Finzi[9]
- Opere di Galileo Ferraris, pubblicate per cura della Associazione elettrotecnica italiana. 3 vols. Milano: Ulrico Hoepli. (1902–1904)
  - Online texts （イタリア語）: vol. 1 vol. 2 vol. 3